# Corymbia chartacea
Corymbia chartacea är en myrtenväxtart som beskrevs av Kenneth D. Hill och Lawrence Alexander Sidney Johnson. Corymbia chartacea ingår i släktet Corymbia och familjen myrtenväxter. Inga underarter finns listade i Catalogue of Life.